# Talkhan
Talkhan er en lokal afghansk dessert som består af valnødder og røde eller hvide brombær. Man siger at talkhanen ligner chokolade den er bare grovere og lettere.Talkhan bliver for det meste produceret i bjergdalene i Hindu Kush og Parwan.